# (29402) Obélix
Pour les articles homonymes, voir Obélix (homonymie).
(29402) Obélix est un astéroïde de la ceinture principale, découvert le 14 octobre 1996 à Kleť par les astronomes tchèques Miloš Tichý et Zdeněk Moravec.
Sa désignation provisoire était 1996 TT9.
Il a été nommé d'après le personnage Obélix de la bande dessinée Astérix.